# Lechea mensalis
Lechea mensalis är en solvändeväxtart som beskrevs av Hodgdon. Lechea mensalis ingår i släktet Lechea och familjen solvändeväxter. Inga underarter finns listade i Catalogue of Life.